# Bassigny

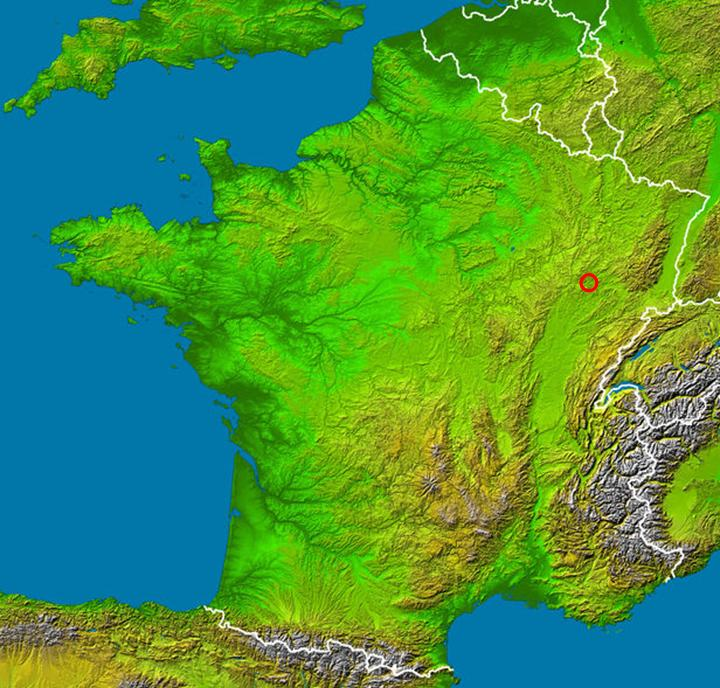
Lage Bassigny (roter Kreis)

Das Bassigny ist eine französische Landschaft im Département Haute-Marne und einigen Gemeinden des im Osten angrenzenden Départements Vosges.

## Lage und Geographie
Das Bassigny liegt zwischen der lothringischen Hochebene und dem Plateau von Langres im Bereich um die Quellgebiete von Maas, Amance und Marne. Größere Ortschaften rund um das Bassigny sind Chaumont und Langres. Das Gebiet ist gekennzeichnet durch landwirtschaftlich genutzte Ebenen (vor allem Wiesen), Waldhänge und Täler.

## Geschichte
Bereits zur Zeit Cäsars war die Landschaft Pagus Bassianensis als natürlicher Durchgang in die Germania magna bekannt. Eine Römerstraße, die Via Agrippa, von Lyon über Langres nach Trier, führte mitten durch das Bassigny.

## Vogelschutzgebiet
Eines der größten Vogelschutzgebiete (Zones de Protection Spéciale) Frankreichs, Bassigny, befindet sich im Südosten des Départements Haute-Marne an der Grenze zum Département Vosges. Es erstreckt sich über 78.527 Hektar und 69 Kommunen und befindet sich im Verlauf zahlreicher Vogelzugwege. Hauptgrund für die Ausweisung als Vogelschutzgebiet waren Vögel, die sich vornehmlich in Hecken aufhalten, allen voran die Rotmilane, deren Zahl weiterhin sinkt. Andere Vögel, wie die Heidelerche und die Würger, kommen auch in den Moorwiesen vor. In den Wäldern fördert die Alterung der Baumbestände die Anwesenheit von Spechten und Raufußkauzen.